# نويل شيرمان
نويل شيرمان (بالإنجليزية: Noel Sherman)‏ هو كاتب أغاني وملحن أمريكي، ولد في 1930، وتوفي في 4 يونيو 1972.

## وصلات خارجية
- نويل شيرمان على موقع ميوزك برينز (الإنجليزية)
- نويل شيرمان على موقع ديسكوغز (الإنجليزية)